# Александрина Прусская (1803—1892)
Фридерика Вильгельмина Александрина Мария Елена Прусская (нем. Friederike Wilhelmine Alexandrine Marie Helene von Preußen; 23 февраля 1803, Берлин — 21 апреля 1892, Шверин) — член дома Гогенцоллернов, великая герцогиня Мекленбург-Шверина, сестра русской императрицы Александры Фёдоровны и бабушка великой княгини Марии Павловны.

## Биография
Александрина — седьмой ребёнок и четвёртая дочь прусского короля Фридриха Вильгельма III и его супруги принцессы Луизы Мекленбург-Стрелицкой. Имя Александрина принцесса получила в честь своего крёстного, российского императора Александра I. У герцогини было трое старших братьев Фридрих Вильгельм, Вильгельм и Карл и сестра Шарлотта.
9 октября 1806 года Пруссия объявила войну наполеоновской Франции, а уже 27 октября Наполеон захватил Берлин. Королевская семья спасалась бегством, отправившись на восток в Кенигсберга, и дальше, по Куршской косе в Мемель. Мать в это время была тяжело больна тифом. В Мемеле Гогенцоллерны встретились с императором Александром I, который пообещал Пруссии военную помощь. Однако, и его войска за полгода потерпели поражение в битве под Фридландом. После подписания Тильзитского мира, Фридриху Вильгельму III было запрещено возвращаться в Берлин. Новым пристанищем семьи на следующие два года стал Кенигсберг. Только в декабре 1809 года королевская семья вернулась в столицу. У Александрины к тому времени появились младшая сестра Луиза и брат Альбрехт. Через полгода их мать умерла в замке Гогенцириц. Фридрих Вильгельм III 9 ноября 1824 года сочетался морганатическим браком с представительницей рода Гаррахов Августой. Брак остался бездетным.
После свадьбы старшей дочери Шарлотты с российским великим князем Николаем Павловичем в 1817 году, Фридрих Вильгельм III начал искать подходящую партию для Александрины. Шведскому кронпринцу Оскару было отказано по политическим соображениям: дом Бернадотов не приветствовался в кругу древних династий. Король принял предложение будущего наследника великого герцогства Мекленбург-Шверинского Пауля Фридриха. Немецкий хронист Карл Август фон Энзе писал по этому поводу: «Брак принцессы Александрины не был популярным среди народа, поскольку все знали, что в этом союзе никакой любви нет, только игра». Будущий супруг приходился Александрине четвероюродным племянником через их общего предка, прусского короля Фридриха Вильгельма I.
Церемония бракосочетания 19-летней Александрины и 21-летнего Пауля Фридриха состоялась 25 мая 1822 года в Городском дворце Берлина. После свадьбы молодожены поселились во дворце столичного Людвигслуста.
Брак с Паулем Фридрихом оказался не слишком удачным. Муж был военным человеком, мало интересовался женой и детьми. Александрина, наоборот, была преданной, любящей матерью, которая беспокоилась о культурном развитии детей. Будучи не слишком образованной, она, тем не менее, слушала научные лекции и читала много книг. Её описывали как остроумную и весёлую и смешливую женщину.

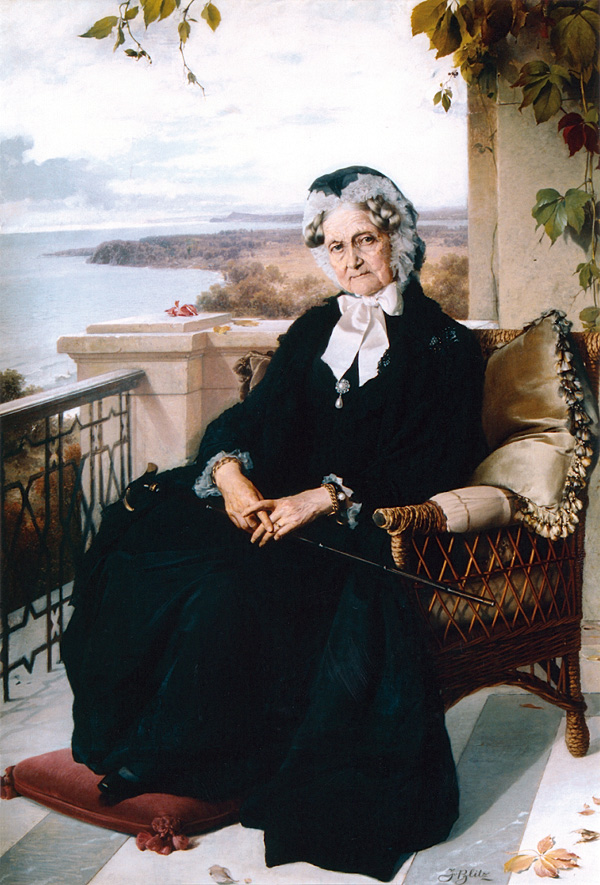
Александрина. Около 1880

Принцесса занималась благотворительностью и помогала, в основном, детям. Известным заведением является основанный ею в 1829 году «Александринский монастырь», старейший детский сад Мекленбурга.
В 1837 году Пауль Фридрих пришёл к власти в Мекленбурге и перенес столицу в Шверин. Резиденцией супругов стал Старый замок в Шверине. В 1839 году великий герцог поручил Георгу Деммлеру построить виллу в средиземноморском стиле на морском побережье в Хайлигендамме, ставшую подарком Пауля Фридриха жене. Особняк получил название коттедж Александрины.
В 1842 году Пауль Фридрих внезапно умер вследствие переохлаждения при пожаре, случившемся в Шверине. Престол унаследовал их старший сын Фридрих Франц. Вдовствующая великая герцогиня сохраняла политический вес в стране. При дворе её называли Великая герцогиня-мать. Александрина продолжала жить в коттедже Александрины на побережье Балтики и в старом Шверинского замке. Великая герцогиня прожила долгую жизнь и пережила всех своих детей. Умерла она в возрасте 89 лет 21 апреля 1892 года в своем дворце в Шверине. Похоронена рядом с мужем в Шверинском соборе.

## Потомки
- Фридрих Франц (1823—1883) — следующий великий герцог Мекленбург-Шверинский, был трижды женат, имел одиннадцать детей от всех браков;
- Луиза (1824—1859) — супруга князя цу Виндиш-Грец Гуго, имела сына и трех дочерей;
- Вильгельм (1827—1879) — прусский военный, был женат на Александрине Прусской, имел одну дочь. После рождения мертвой дочери в 1828 году Александрина больше не имела детей.